# 裴啟
裴啟（？—？），一作名榮，字榮期，東晉河東（今山西永濟、夏縣一帶）人。
父裴稚，官豐城令。裴啟“少有風姿才氣，好论古今人物”，及長為處士，著有《語林》十卷，為人所傳誦，形成“裴氏學”，書至隋亡佚。